# Зерноїд чорнощокий
Зерноїд чорнощокий (Sporophila nigricollis) — вид горобцеподібних птахів родини саякових (Thraupidae). Мешкає в Центральній і Південній Америці та на Малих Антильських островах.

## Опис

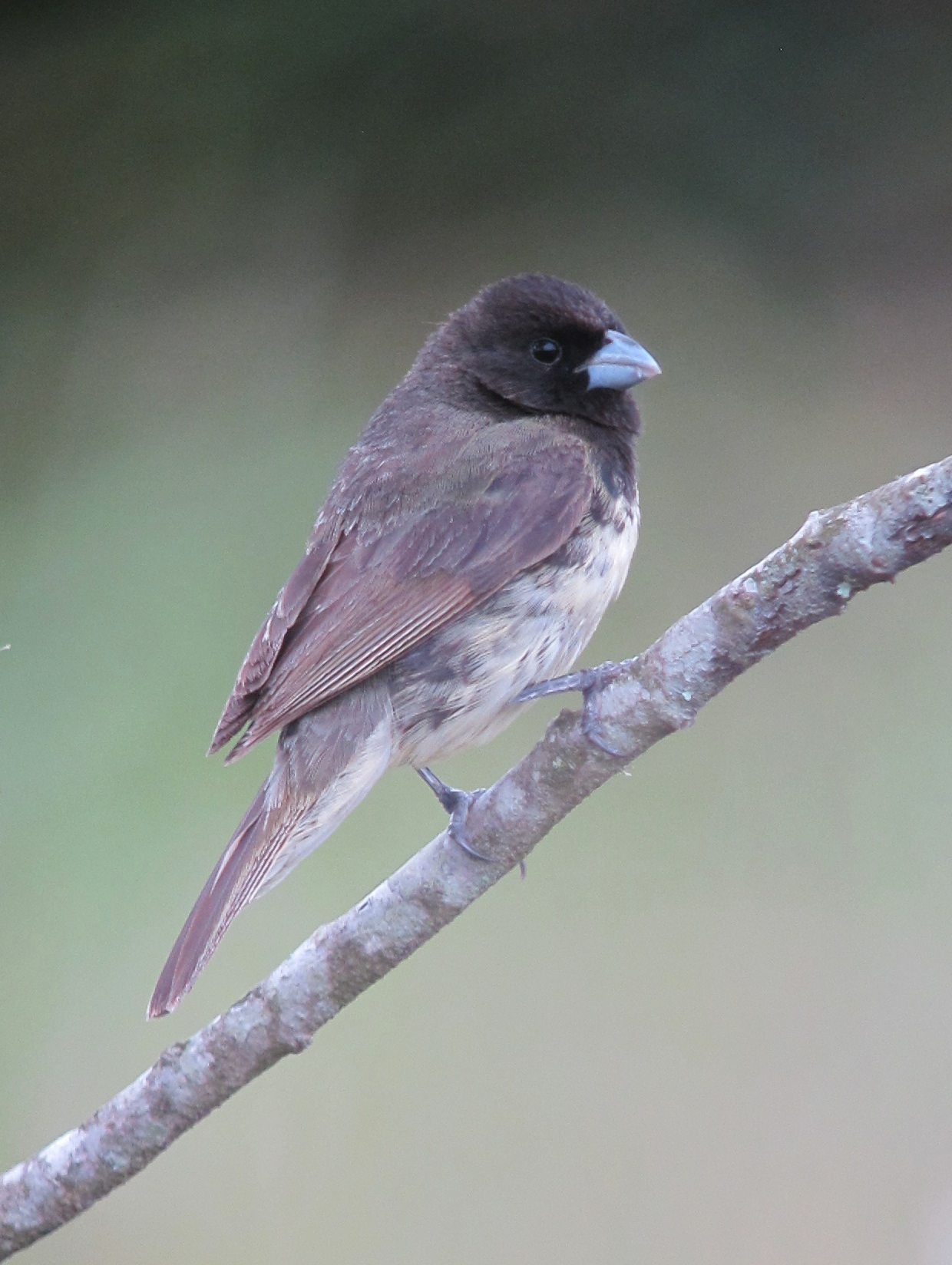
Самець чорнощокого зерноїда

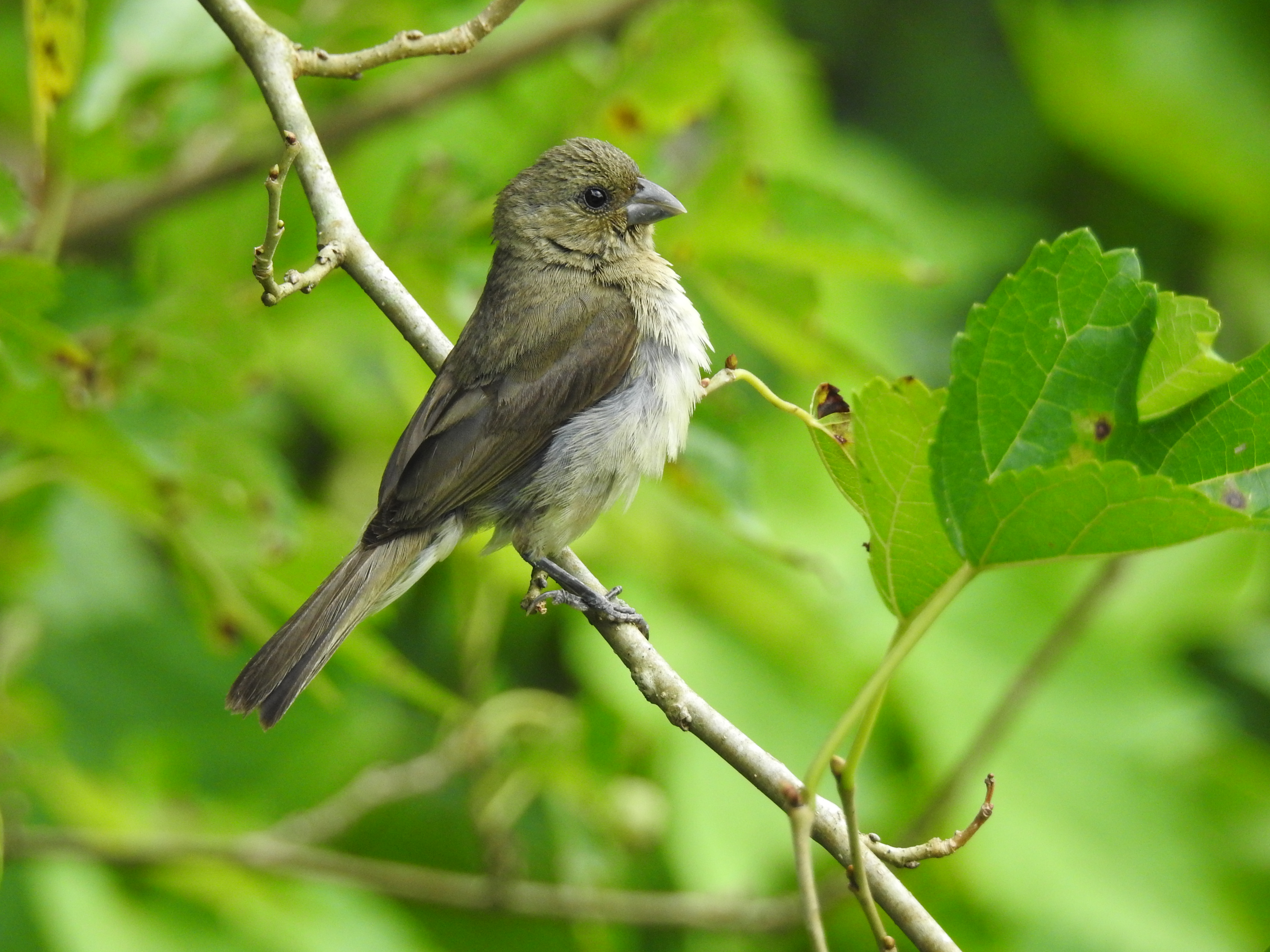
Самиця чорнощокого зерноїда

Довжина птаха становить 8,5-10,3 см, вага 8,5-11,2 г. Виду притаманний статевий диморфізм. Забарвлення самців різнитися в залежності від підвиду. Представники підвиду S. n. olivacea мають чорне обличчя, підборіддя і верхню частину грудей, тім'я і верхня частина тіла у них оливкові, живіт жовтий. У представників підвиду S. n. inconspicua горло і обличчя чорні, решта тіла темно-сіра, живіт білий. У представників підвиду S. n. nigricollis голова і горло чорні, верхня частина тіла, крила і хвіст оливково-чорні, груди і живіт білуваті, боки поцятковані темними плямками. У самиць верхня частина тіла оливково-коричнева, нижня частина тіла жовтувата. Забарвлення молодих птахів подібне до забарвлення самиць, однак дещо тьмяніше.

## Підвиди
Виділяють три підвиди:
- S. n. nigricollis (Vieillot, 1823) — від південної Коста-Рики і Панами до Колумбії, Венесуели, Гаяни, західного Суринаму, також на сході Бразилії, на крайньому сході Болівії і Парагваю, на північному сході Аргентини, на островах Тринідад і Тобаго та на Малих Антильських островах;
- S. n. olivacea (Berlepsch & Taczanowski, 1884) — південно-західна Колумбія (Нариньйо) і західний Еквадор;
- S. n. inconspicua Berlepsch & Stolzmann, 1906 — Перуанські Анди (на південь до Куско).

## Поширення і екологія
Чорнощокі зерноїди мешкають в Коста-Риці, Панамі, Колумбії, Еквадорі, Перу, Болівії, Бразилії, Аргентині, Парагваї, Венесуелі, Гаяні, Суринамі, а також на Тринідаді і Тобаго, Антигуа і Барбуді, Сент-Вінсенті і Гренадинах, Домініці, Сент-Люсії, Сент-Кіттс і Невісі, Мартиніці, Монтсерраті та на Барбадосі. Вони живуть в чагарникових заростях, на луках, полях і пасовищах. Зустрічаються поодинці або зграйками, на висоті до 2300 м над рівнем моря. Живляться зерном. Гніздо чашоподібне, робиться зі стебел трави, рослинних волокон, гілочок і павутиння, розміщується в чагарниках або на дереві, зазвичай на висоті до 1 м над рівнем моря. В кладці 2-3 яйця. Інкубаційний період триває 13 днів.